# Wohn- und Wirtschaftsgebäude Bevertal 3

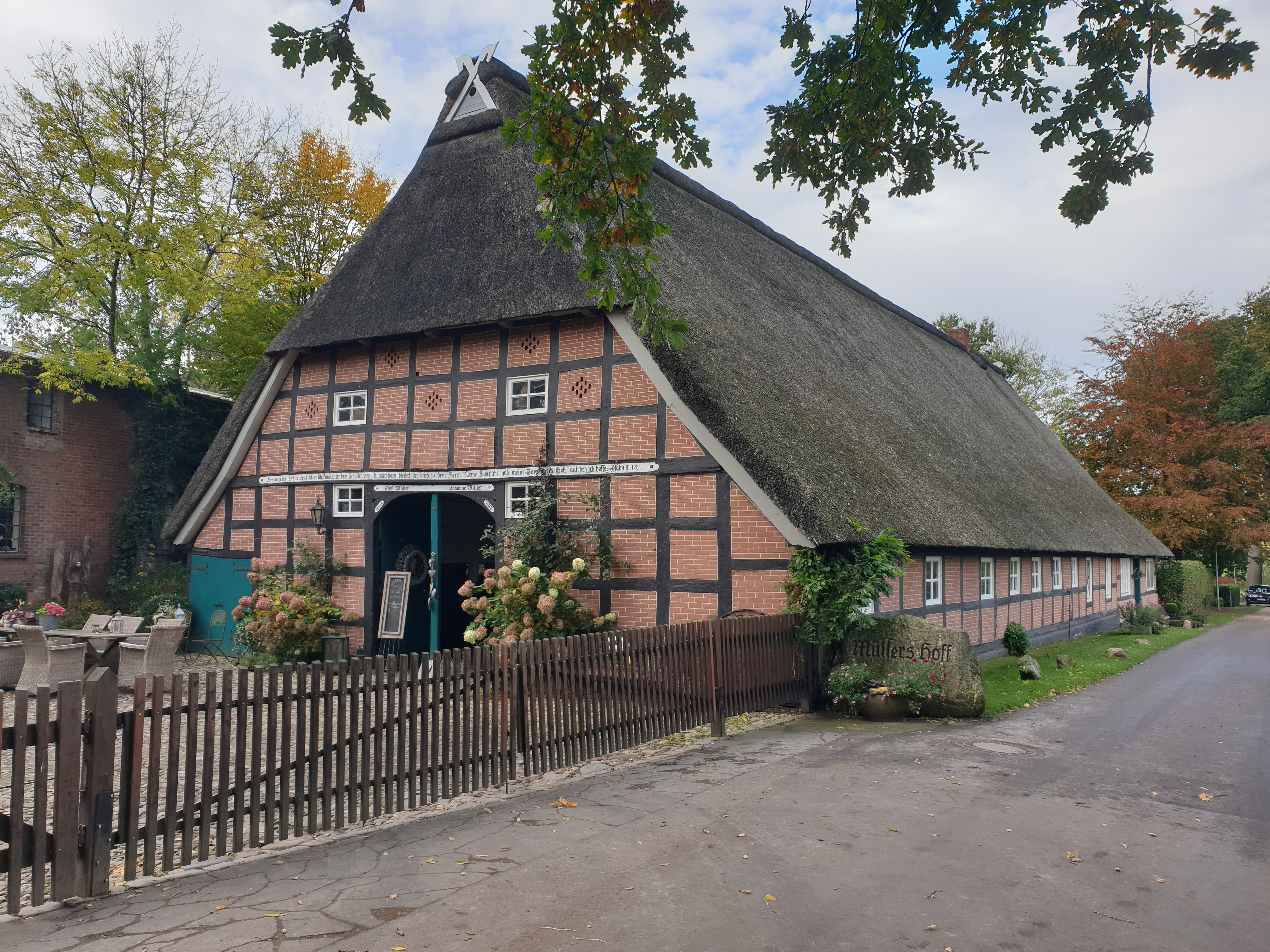
Süd- und Ostfassade (2020)

Das Wohn- und Wirtschaftsgebäude Bevertal 3 (Müllers Hoff) an der Bever in der niedersächsischen Gemeinde Farven wurde am Anfang des 19. Jahrhunderts gebaut. Aktuell (2025) wird es zum Wohnen und landwirtschaftlich als Pferdegestüt genutzt.
Das Gebäude steht unter Denkmalschutz (siehe auch Liste der Baudenkmale in Farven).

## Geschichte und Beschreibung
Farven wurde 1132 erstmals erwähnt und gehört zum Landkreis Rotenburg (Wümme). Müllers Hoff wurde 1570 erstmals urkundlich erwähnt.
Das eingeschossige traufständige Gebäude als Zweiständer-Hallenhaus mit Unterrähmkonstruktion in gleichmäßigem Fachwerk mit Steinausfachungen, mit reetgedecktem Krüppelwalmdach, Niedersachsengiebel mit Uhlenloch, Pferdeköpfen und Grooter Door mit Korbbogen wurde 1817 für Ernst und Johanne Müller (Inschrift) gebaut. Nana Degenhardt erwarb 1994 Müllers Hoff, züchtet hier als Pferdegestüt Islandpferde, hat eine Reitschule und bietet Familienurlaube an.
Das Landesdenkmalamt befand u. a.: „… ein regionstypisches Hallenhaus der ersten Hälfte des 19. Jahrhunderts in Zweiständerkonstruktion ….“